# استان سان پدرو د توتورا
استان سان پدرو د توتورا (به اسپانیایی: Provincia de San Pedro de Totora) یکی از استان‌های بولیوی در بولیوی است که در شهرستان اورورو واقع شده‌است. استان سان پدرو د توتورا ۱٬۴۱۲ کیلومتر مربع مساحت و ۴٫۹۴۱ نفر جمعیت دارد.